# How the Cossacks Played Football
Pour plus de détails, voir Fiche technique et Distribution.
How the Cossacks Played Football (en ukrainien : Як козаки у футбол грали) est un film d'animation soviétique réalisé par Volodymyr Dakhno et sorti en 1970.
Il s'agit de l'un des épisodes les plus célèbres et de la deuxième histoire de la série des Cosaques.

## Synopsis
Le film d'animation commence avec les Cosaques qui attendent le retour de Gray, Oko et Tur de Londres. À leur retour, ils ne se contentent pas de raconter des histoires sur la ville mais ils présentent un jeu dont ils ont été témoins : le football. La troupe de cosaques commence alors à s'entraîner pour remporter la coupe du championnat de football en Angleterre. Les trois cosaques, qui ont enseigné aux autres les rudiments du football, forment une équipe et se dirigent vers l'ouest au son de la Marche Zaporogue, laissant leurs armes à la maison.
Les Cosaques jouent dans trois pays européens. Le premier pays, qui n'est pas nommé, est indiqué par le tableau d'affichage qui affiche le mot Chevaliers pendant la présentation du score, représentant vraisemblablement les joueurs de l'Allemagne médiévale. Au début, les Cosaques luttent pour percer la défense des chevaliers, vêtus d'une armure. Ils contrent les chevaliers avec agilité, en jouant de manière à empêcher leurs adversaires d'intercepter le ballon.
En France, ils jouent contre des mousquetaires dans un palais. Les mousquetaires se passent élégamment la balle, mais les Cosaques s'appuient sur une pression vive basée sur les mouvements de la danse folklorique ukrainienne Gopak et remportent le match.
Le match en Angleterre se déroule à Londres. Au début, le terrain est détrempé par la pluie et les Anglais se tiennent sur de petites îles, se passant le ballon entre eux. Tur frappe alors la balle dans les nuages, ce qui arrête la pluie. Le terrain s'assèche, ce qui permet aux Cosaques de prendre rapidement le dessus sur les Anglais. La reine anglaise leur remet à contrecœur la coupe, que les Cosaques ramènent chez eux.

## Fiche technique
- Titre original : Як козаки у футбол грали
- Titre anglais : How the Cossacks played football
- Réalisation : Volodymyr Dakhno
- Scénario : Volodymyr Kapustyan
- Musique : Boris Buyevsky
- Animation : Serhiy Dyozhkin, V. Yemelyanova, Adolf Pedan, Mark Draytsun, Nina Churilova, Oleksandr Lavrov, Mykola Bondar, Mykhailo Tytov, Oleksandr Viken, Volodymyr Dakhno, Elvira Peretyatko
- Son : Leonid Moroz
- Montage : Tadeush Pavlenko
- Société(s) de production : Kievnauchfilm
- Pays de production :  Union soviétique
- Format : couleur
- Genre : comédie d'animation
- Durée : 17 minutes et 33 secondes